# Cyanocorax yucatanicus
La ghiandaia dello Yucatan (Cyanocorax yucatanicus (Dubois, 1875)) è un uccello passeriforme della famiglia dei corvidi.

## Etimologia
Il nome scientifico della specie, yucatanicus, è un riferimento all'areale di questi uccelli: il loro nome comune altro non è che la traduzione di quello scientifico.

## Descrizione

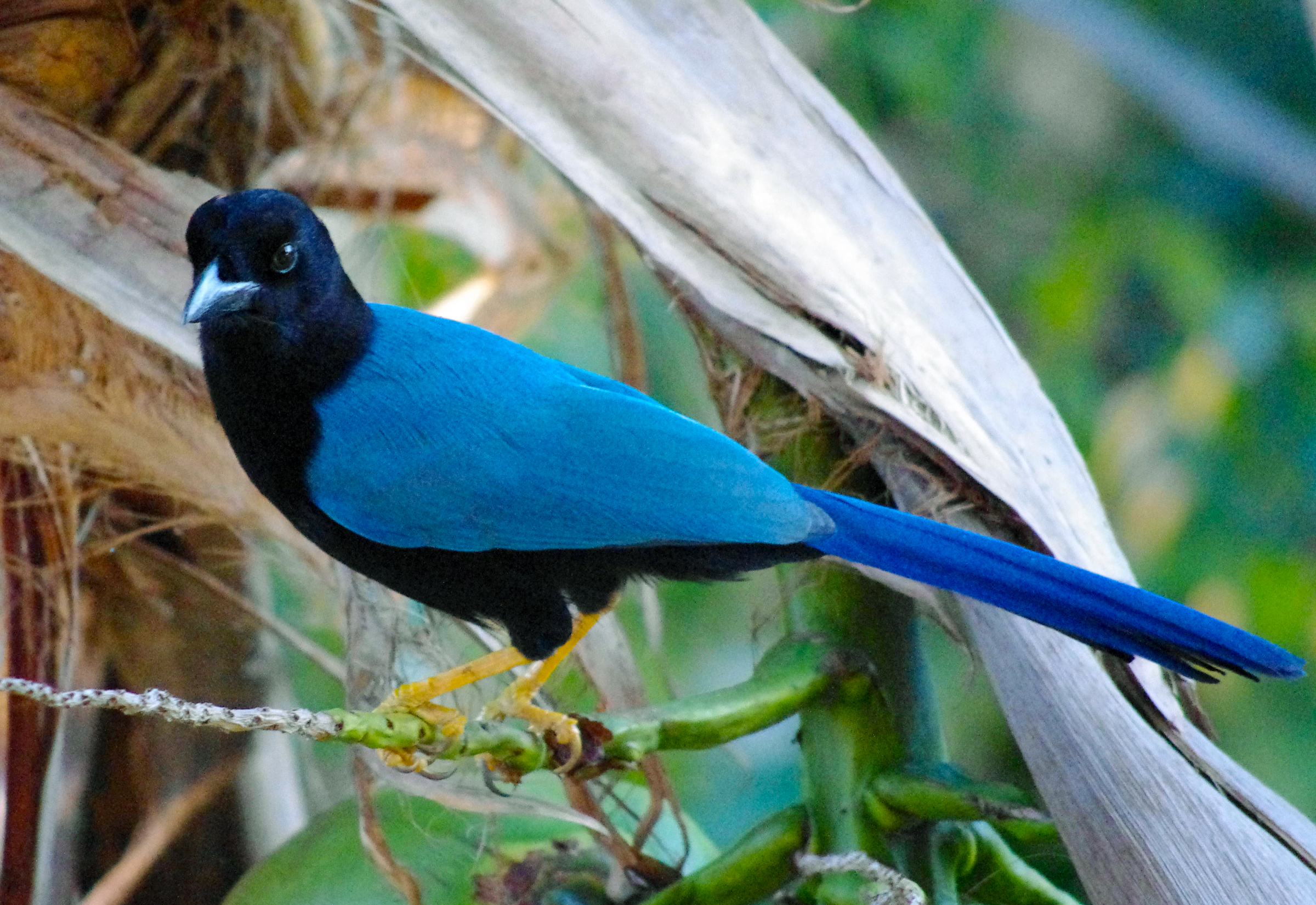
Esemplare in natura.

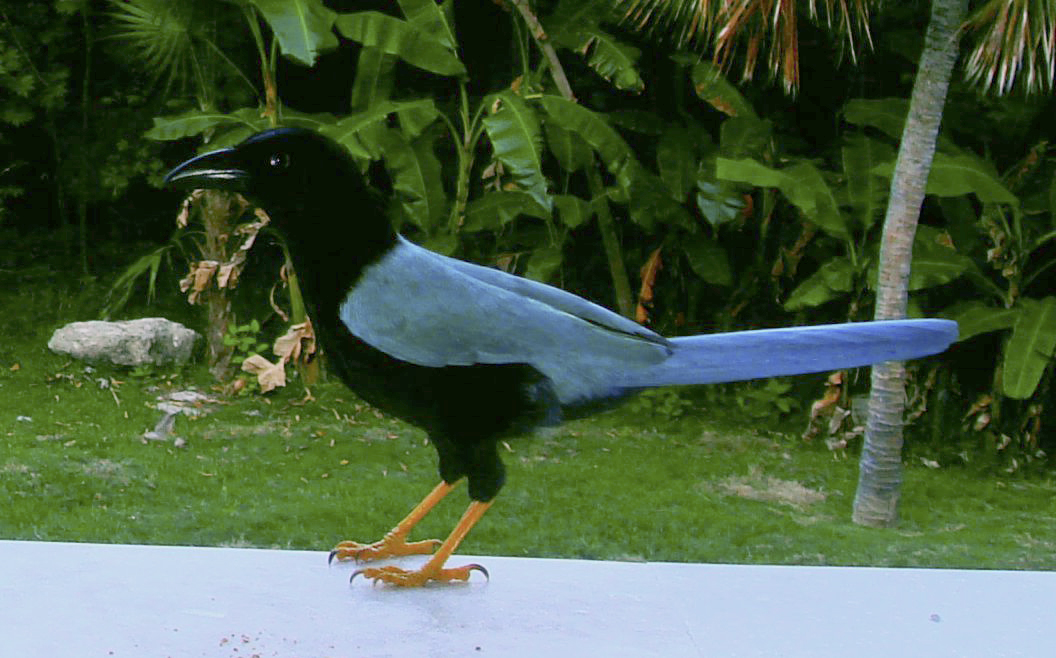
Esemplare a Solidaridad.

### Dimensioni
Misura 31-33cm di lunghezza, per 105-128 g di peso.

### Aspetto
Si tratta di uccelli dall'aspetto robusto ma slanciato, con grossa testa ovale e allungata, becco forte e conico dall'estremità lievemente adunca, grandi occhi, lunghe ali digitate, coda allungata e forti zampe artigliate: nel complesso, la ghiandaia dello Yucatan ricorda molto le affini ghiandaia cespugliosa e ghiandaia di San Blas, dalle quali questi uccelli si differenziano principalmente per le zampe di colore chiaro.
Il piumaggio è di colore nero lucido e vellutato su testa, collo, spalle, petto, ventre, fianchi e sottocoda: nera è anche la superficie inferiore della coda, mentre la superficie inferiore delle ali è di colore grigio-azzurro. Dorso, ali, codione e coda sono di colore azzurro-bluastro, con quest'ultima che, così come le remiganti presenta colore più scuro e con vaghe sfumature violacee.

La ghiandaia dello Yucatan non presenta dimorfismo sessuale, né nelle dimensioni, né nella colorazione: i giovani sono immediatamente distinguibili dagli adulti (analogamente a quanto avviene nella ghiandaia bruna) per le aree di pelle nuda di colore giallo-arancio anziché nero.
Il becco è di colore nero e gli occhi sono di colore bruno scuro, con sottile cerchio perioculare giallino: le zampe sono invece di colore giallo-arancio, con artigli neri.

## Biologia

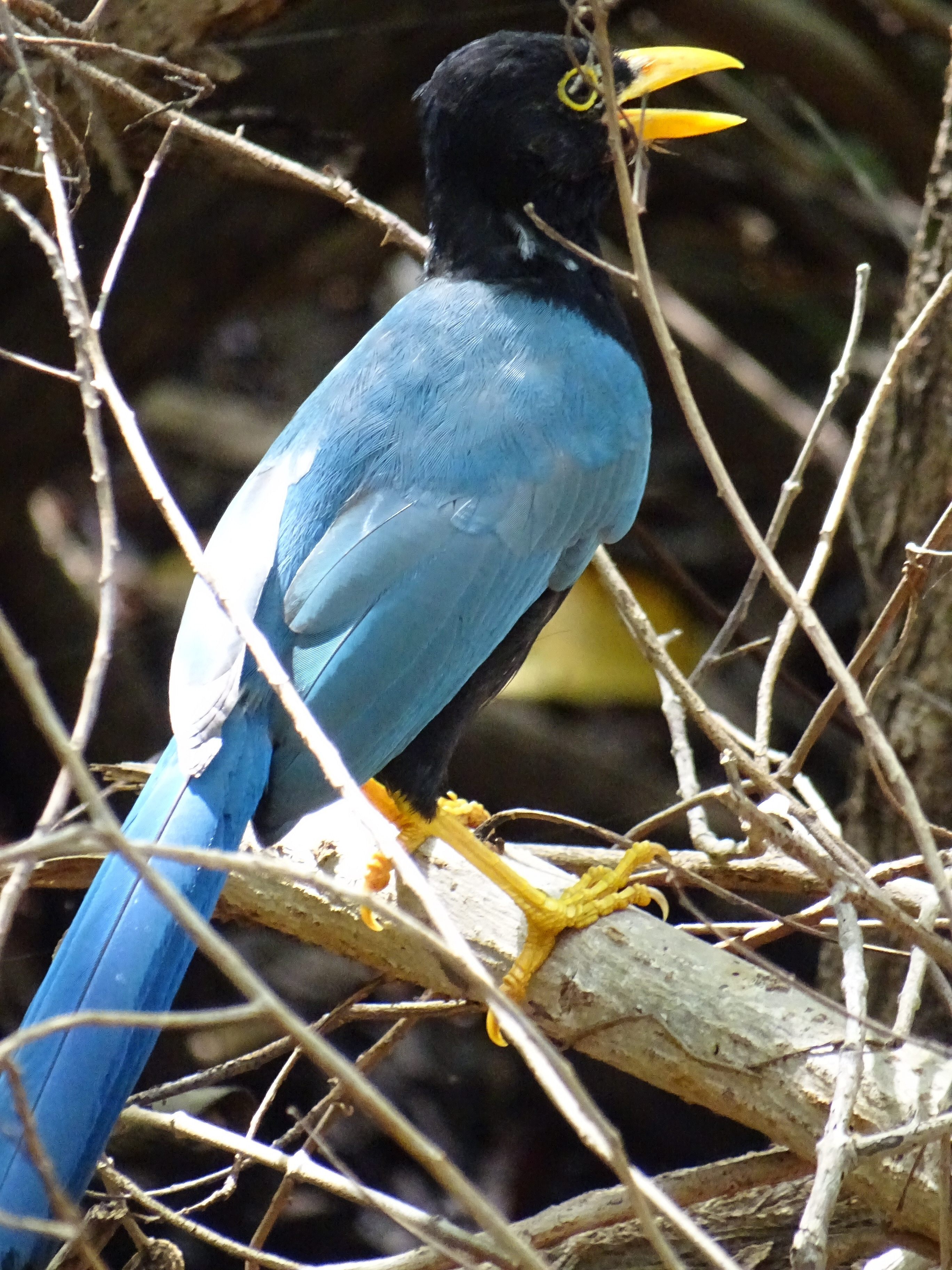
Giovane (notare il becco arancione) vocalizza in natura.

Si tratta di uccelli dalle abitudini di vita essenzialmente diurne, che vivono in piccoli stormi, formati da alcune coppie e dai giovani di una o due covate precedenti, per un totale di una ventina d'individui. La ghiandaia dello Yucatan passa la maggior parte della giornata alla ricerca del cibo, alternandosi fra il suolo (dove passa molto tempo frugando fra i detriti ed i sassi), i cespugli ed i rami degli alberi, per poi ritirarsi sul far della sera assieme agli altri componenti dello stormo proprio fra i rami degli alberi, dove è possibile passare la notte al riparo da eventuali predatori.
Come molti corvidi, anche questa specie è molto vocale: questi uccelli si tengono in contatto vocale quasi costante fra di loro, mediante una grande varietà di richiami, il più frequente dei quali è costituito da una serie di gracchi aspri ed acuti che ricordano l'incipit del richiamo del kookaburra.

### Alimentazione

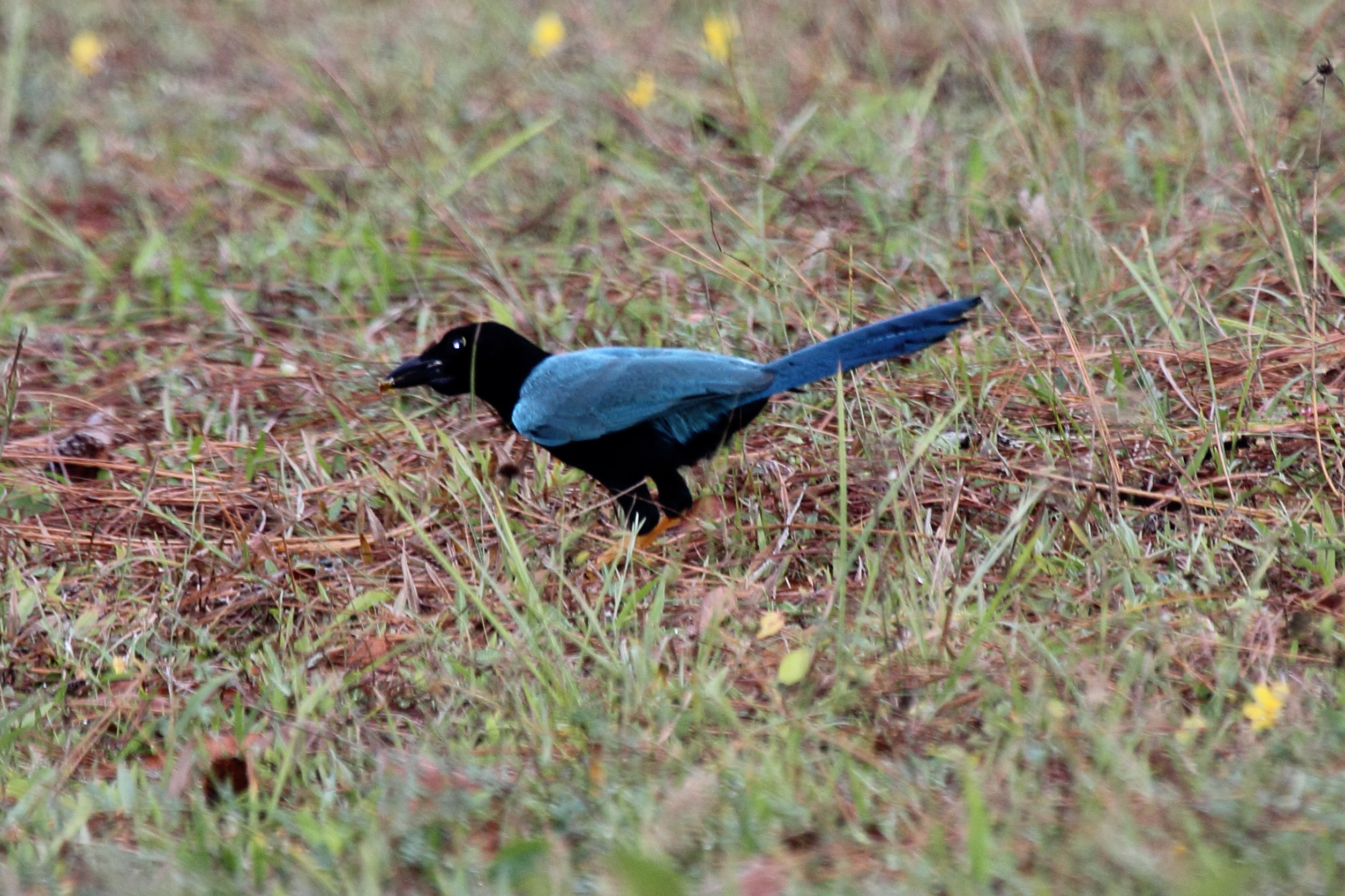
Esemplare si alimenta al suolo.

La dieta della ghiandaia dello Yucatan è onnivora: questi uccelli si nutrono infatti di proporzioni tutto sommato uguali di cibo di origine vegetale (granaglie, in particolar modo mais, bacche, frutta, verdura) ed animale (grossi insetti, invertebrati, larve, piccoli vertebrati, uova).

### Riproduzione

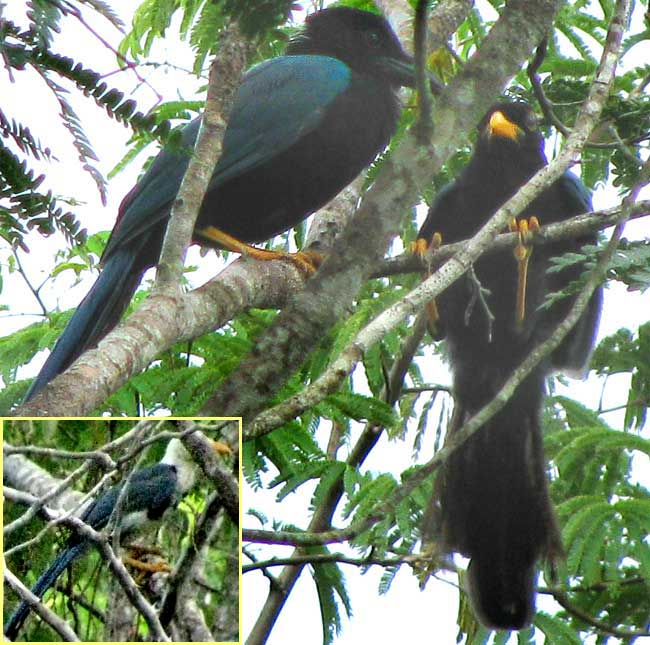
Adulto (in alto a sin) e giovane (a dx e in basso a sin).

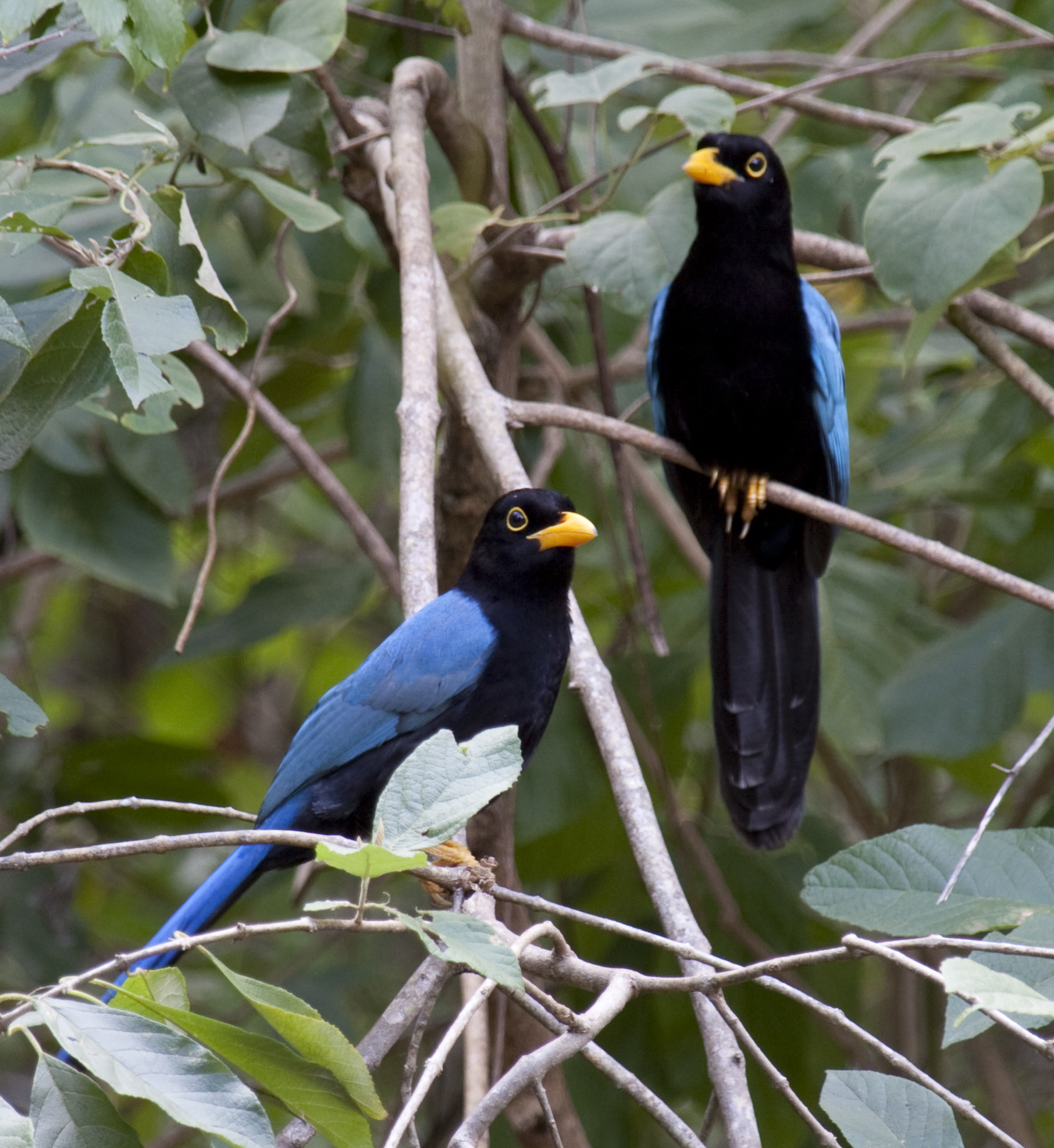
Due giovani in natura.

La ghiandaia dello Yucatan presenta costumi rigidamente monogami, in cui le coppie rimangono insieme per la vita.

La stagione riproduttiva comincia in maggio, continuando fino alla fine di agosto: durante questo periodo sono presenti due picchi di nidificazione, con gli adulti che non si riproducono nell'uno che aiutano le coppie che si riproducono nell'altro a portare avanti la covata.
Il nido viene costruito fra i rami di un albero, intrecciando rametti e fibre vegetali e foderando l'interno con materiale più morbido quale felci, muschio e radichette: alla sua costruzione collaborano ambedue i partner.

All'interno del nido, la femmina depone 3-4 uova, che provvede a covare da sola (talvolta alternandosi con un'altra femmina, mentre il maschio rimane di guardia nei pressi del nido e si occupa inoltre di reperire il cibo per sé e per la compagna intenta all'incubazione) per circa 18 giorni, al termine dei quali schiudono pulli ciechi ed implumi.

I nidiacei vengono imbeccati ed accuditi sia dai genitori che dagli altri membri adulti non riproduttivi dello stormo: in tal modo, essi divengono in grando d'involarsi a circa tre settimane dalla schiusa, divenendo a quel punto parte integrante del loro stormo di appartenenza, venendo (anche se sempre più sporadicamente man mano che crescono) imbeccati dagli altri membri di quest'ultimo ed a loro volta partecipando all'allevamento degli altri nidiacei che nasceranno nel corso della stessa stagione riproduttiva o nella successiva.

## Distribuzione e habitat

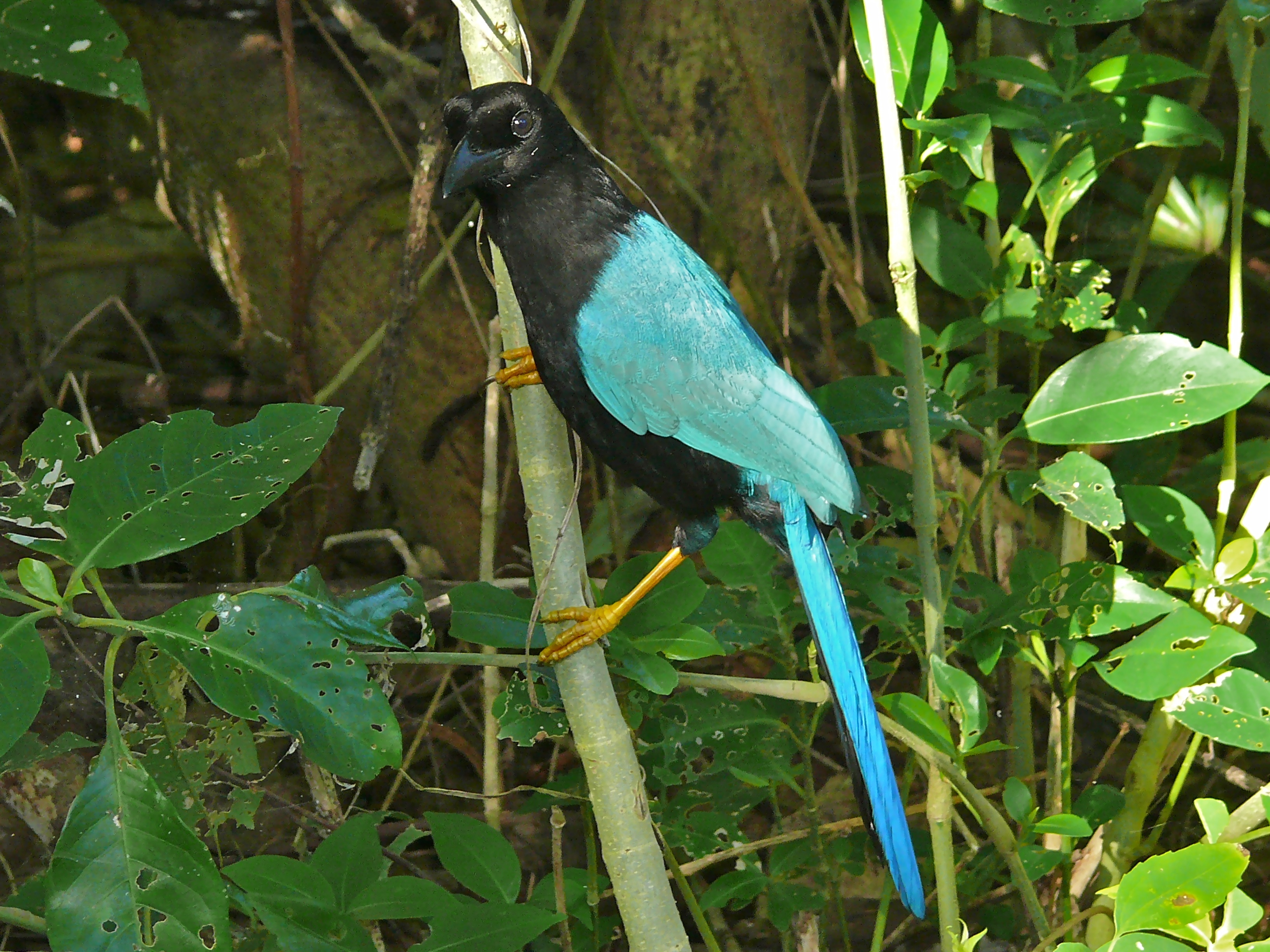
Esemplare a Tulum.

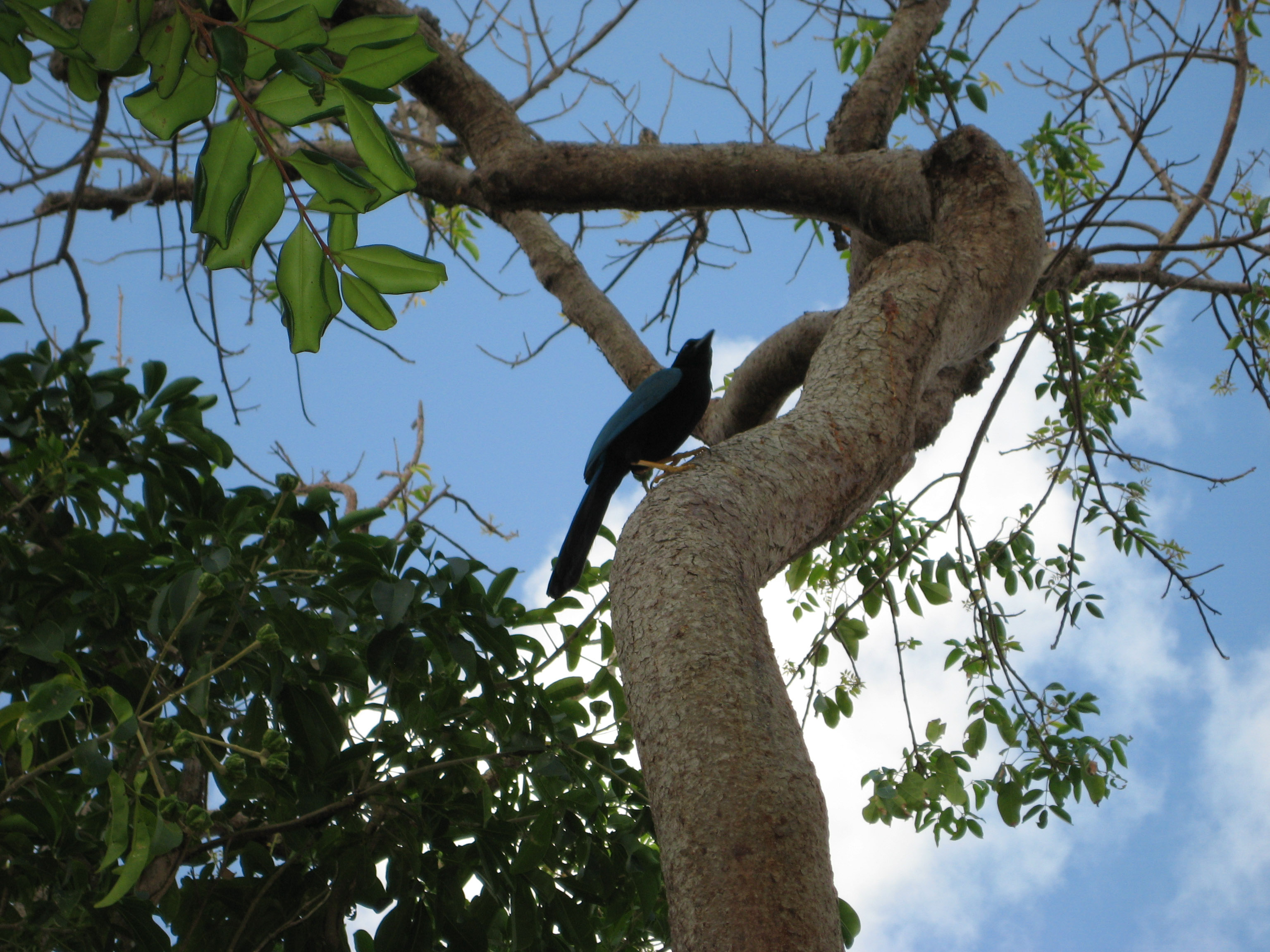
Esemplare nel Quintana Roo.

Come intuibile sia dal nome comune che dal nome scientifico, la ghiandaia dello Yucatan è endemica della penisola dello Yucatán, della quale popola l'area ad est del Tabasco e del Chiapas nord-orientale, attraverso gli stati di Campeche e Quintana Roo, oltre ad essere presente anche nel centro e nel nord del Belize e nel nord del Guatemala (dipartimento di Petén).

Si tratta di uccelli estremamente stanziali nel proprio areale: è raro che un esemplare si sposti in un raggio maggiore di 5 km dal luogo nel quale è nato.
L'habitat di questi uccelli è rappresentato dalla foresta secca mista o decidua, preferibilmente secondaria e con presenza di radure cespugliose e di aree aperte, fino a 250 m di quota: questi uccelli colonizzano inoltre le piantagioni e le aree antropizzate.

## Tassonomia
Se ne riconoscono due sottospecie:
- Cyanocorax yucatanicus yucatanicus (Dubois, 1875) - la sottospecie nominale, diffusa nella maggior parte dell'areale occupato dalla specie;
- Cyanocorax sanblasianus rivularis (Brodkorb, 1940) - diffusa nella porzione sud-occidentale dell'areale occupato dalla specie (Tabasco e Campeche sud-occidentale);